# Thalattoscopus evansi
Thalattoscopus evansi är en insektsart som beskrevs av Knight och Webb 1986. Thalattoscopus evansi ingår i släktet Thalattoscopus och familjen dvärgstritar. Inga underarter finns listade i Catalogue of Life.